# Герой на социалистическия труд (България)
„Герой на социалистическия труд“ е второто по старшинство почетно звание в наградната система на Народна република България.

## Статут
Учредено е с указ на Президиума на VI велико народно събрание на 15 юни 1948 г. Носи името „Герой на труда“ до 1950 г.
Присъжда се от Държавния съвет на НРБ на български и чуждестранни граждани „за изключителни и трайни постижения от особено голямо значение за развитието на народното стопанство, просветата, културата, изкуството, техническия прогрес и за изключителни заслуги в строителството и защитата на социализма и комунизма в НРБ и други социалистически страни“.
На наградените лица се връчва знакът (медал) на званието „Златна звезда със сърп и чук“, орден „Георги Димитров“, грамота от Държавния съвет на НРБ и еднократно възнаграждение от 1500 лева. При удостояване със същото звание за 2-ри и 3-ти път на наградените лица се връчва само медал „Златна звезда със сърп и чук“ и орден „Георги Димитров“. На лауреатите повече от 1 път се издига бронзов бюст в родното им място.

## Медал
Знакът на званието има форма на стилизирана петолъчна звезда с диаметър 32 мм. В централната част на аверса има релефно изображение на сърп и чук, а на реверса е изписано в 4 реда „ГЕРОЙ / НА / СОЦИАЛИСТИЧЕСКИЯ / ТРУД“. Медалът се носи на червена лента, захваната върху правоъгълна пластина, от лявата страна на гърдите.
От 15 юни 1948 г. до 21 март 1991 г., когато с промяната на указ 1094 от VII велико народно събрание наградната система на НРБ е съществено изменена, със званието са удостоени около 1700 души.

## Лауреати
Български граждани:
- Петър Йорданов Тошев (металург)
- Станке Грозданов Костадинов (строител)
- Азадухи Гарабед Кунчева (Арша Тихомирова) (текстилна работничка)
- Август Кабакчиев (военен)
- Иван Абаджиев (спортист)
- Лъчезар Аврамов (политик, секретар на ЦК на БКП и вицепремиер)
- Рубен Аврамов (1964; политик, секретар на ЦК на БКП и министър)
- Иван Аладжов
- Димитър Атанасов Димитров (матрос, посмъртно)
- Елисавета Багряна (поетеса)
- Мими Балканска (певица)
- Ненко Балкански (художник)
- Георги Белички (инженер)
- Димитър Биков (миньор)
- Димитър Бинев (животновъд)
- Златю Бояджиев (художник)
- Боян Боянов (1984) (стоматолог)
- Васил Цанов Василев (политик)
- Павел Вежинов (писател)
- Панчо Владигеров (композитор)
- Еньо Вълчев (спортист)
- Дора Габе (поетеса)
- Цаню Генчев Ганчев (строител)
- Мария Гигова (спортистка)
- Марин Големинов (композитор)
- Андрей Гуляшки (писател)
- Николай Гяуров (певец)
- Цола Драгойчева (политик)
- Никола Янев (деец на БКП, преподавател)
- Тодор Живков (1961; политик, първи секретар на ЦК на БКП)
- Пенчо Кубадински (политик)
- Филип Кутев (диригент)
- Цанко Лавренов (художник)
- Иван Михайлов (1962; военен и политик)
- Нораир Нурикян (спортист)
- Петър Панчевски (военен, армейски генерал)
- Любомир Пипков (композитор)
- Радой Попиванов (1983; политик и учен)
- Боян Радев (спортист)
- Богомил Райнов (писател)
- Анелия Раленкова (спортистка)
- Нешка Робева (спортистка)
- Янко Русев (спортист)
- Атанас Семерджиев (военен)
- Кирил Косев (военен и политик)
- Атанас Станев (1984) (железничар) и други
- Димитър Станишев (политик)
- Иван Стефанов (икономист и политик)
- Григор Стоичков (политик)
- Златко Стоянов (строител, АЕЦ Козлодуй)
- Пеко Таков (политик)
- Дечко Узунов (1967; художник)
- Емил Христов (политик)
- Иванка Христова (спортистка)
- Жулиета Шишманова (спортистка)
- Антон Югов (1984; политик, министър-председател)
- Асен Юлиянов (1963; строител, първи заместник-министър на строежите)
- Найда Манчева (тъкачка)
- Михаил Маевски (котляр)
- Никола Павлов (строител)
- Любен Донев (стопански деятел)
- Ангел Петров (металург)
- Манол Тангълов(председател на ТКЗС)
- Йордан Ялъмов (антифашист)
- Христо Проданов (алпинист)
- Петър Танчев (1980; политик)
- Янко Марков (1979; политик)
- Пандо Ванчев (1989; политик)
- Начо Папазов (1981; политик)
- Никола Мошев Пейков (Овощар)
- Любомир Хаджикръстев (1965)(металург)
- Богомил Илиев (политик)

Граждани на СССР:
- Павел Беляев (1965) (летец-космонавт)
- Георгий Береговой (1979) (летец-космонавт)
- Валери Биковски (1963) (летец-космонавт)
- Юрий Гагарин (1961) (летец-космонавт)
- Алексей Леонов (1965) (летец-космонавт)
- Андриан Николаев (летец-космонавт)
- Валентина Терешкова (1963) (летец-космонавт)
- Герман Титов (1962) (летец-космонавт)